# Filoxen de Citera
Filoxen de Citera (grec antic: Φιλόξενος, llatí: Philoxenus) fou un destacat poeta ditiràmbic grec, de vegades confós amb Filoxen de Lèucada. Era fill d'Eulítides, i va néixer a Citera. Segons el marbre de Paros va morir a la 100a Olimpíada (380 aC) a l'edat de 55 anys, de manera que degué néixer cap al 435 aC. Diodor de Sicília diu que el seu floriment es va produir cap a l'any 398 aC.

## Biografia
El breu relat de la seva vida que dona la Suïda comporta dificultats. Diu que reduïda l'illa de Citera a l'esclavitud per part d'Esparta, Filoxen va ser comprat per un tal Agèsiles que l'anomenava Μύρμηξ ('formiga'), i a la mort d'aquest va passar al poeta líric Melanípides que el va educar en la poesia. No consta cap conquesta espartana de Citera, però si una d'atenenca capitanejada per Nícies l'any 424 aC, segons diu Tucídides, i podria ser un error a la Suïda, però el fet de la seva esclavitud està testimoniat per diverses fonts.
Ja hauria arribat a una certa eminència l'any 408 aC, segons es desprèn d'una al·lusió que fa Aristòfanes a Les granotes. Va passar una part de la seva vida a Sicília, a Siracusa, però no se sap quan hi va anar, i encara que es dona la data del 396 aC en endavant, només és una suposició. Dionís el Vell el va acollir a la seva cort i li va donar el seu favor fins que un dia el va ofendre. Sobre aquest fet hi ha dues històries. Segons una versió va ferir la dignitat del tirà, quan es va negar a lloar els seus poemes, i a més quan Dionís li va demanar que en corregís un, li va dir que la millor manera de corregir-lo era fer una línia negra damunt de cada vers que el tirà havia escrit. Segons una altra versió va fer massa amistat amb l'amistançada del tirà, Galatea, i va ser empresonat encara que el tirà el va alliberar al cap de no gaire temps. Va recuperar el favor de Dionís, però al cap d'algun temps va abandonar la cort, potser per desconfiança a futures accions del tirà, i va tornar a Citera, segons Plutarc, o segons la Suïda a Tàrent) on va compondre la seva obra Ciclop o Galatea. La Suïda diu que va morir a Efes, però això sembla una confusió amb Filoxen de Lèucada. Plutarc explica que quan va marxar de Siracusa va vendre les possessions que hi tenia per no tornar-hi més i no deixar-se seduir per la riquesa i el luxe que hi havia a la ciutat.

## Obres
La Suïda diu que va escriure 24 ditirambes i una genealogia dels eàcides. Aquest últim poema no el menciona cap més autor. Un altre poema que la Suïda no esmenta i que segurament no forma part dels 24 ditirambes, és Δεῖπνον, que devia ser la més popular de les seves obres, car se'n conserven molts fragments, sobretot recopilats per Ateneu de Nàucratis. El poema és una minuciosa descripció d'un banquet escrit en un llenguatge satíric.
El seu poema més important és sens dubte κύκλωψἡ Γαλάτεια (El cíclop i Galatea). Sobre la seva composició hi ha diverses interpretacions. Claudi Elià diu que aquest era el més bell dels seus poemes, i el poeta Hermesiànax de Colofó en parla elogiant-lo molt. Actualment s'ha perdut, i en queden uns pocs fragments. Alguns comentaristes diuen que l'obra era un drama, i qualifiquen Filoxen de poeta tràgic, però segurament això és un error.
Es conserven alguns fragments dels seus poemes ditiràmbics, i es coneix el títol de quatre, encara que són dubtosos: Μυσοί, Σύρος, Κωμαστής, i Φαέθων. Filoxen era també l'autor de la música amb què s'interpretaven els ditirambes, i va fer moltes innovacions. Els poetes satírics el van atacar, ja que desdeia de la música pausada i senzilla que fins aquell moment s'utilitzava. Hi ha constància de l'estimació que es va tenir cap a l'obra de Filoxen, tant en vida com després de la seva mort. Antífanes de Cios, un poeta còmic, l'elogia molt, i critica els músics que van sorgir després d'ell. Sembla que Alexandre el Gran llegia poemes de Filoxen durant la seva campanya a Àsia, segons Plutarc.